# Club of Vienna
Der Club of Vienna (CoV) ist eine internationale Vereinigung mit 27 Mitgliedern, die sich mit den „Ursachen des Wachstums“ beschäftigt. Aus der Arbeit des CoV sollen verlässliche, weitblickende Expertisen und schließlich Vorschläge für die Lösung gesellschaftlicher Probleme hervorgehen. Nachdem der Club of Rome die Grenzen des Wachstums untersucht hatte, war dem Gründungspräsident des CoV Rupert Riedl an der Untersuchung der Ursachen des Wachstums gelegen. Der CoV ist parteiunabhängig. Der derzeitige Präsident des Club of Vienna ist Hermann Knoflacher. 

## Aufgaben und Ziele
Die Aufmerksamkeit des Club of Vienna gilt vor allem den geistigen, kulturellen, ökologischen, ökonomischen und politischen Kräften, mit denen sich das gesellschaftliche Leben sozial- und naturverträglich gestalten lässt und die sich in der Spannung zwischen lokalen, regionalen und globalen Interessen bewähren müssen; der Globalisierung und den mit ihr verbundenen Veränderungen aller Lebensfelder sowie den möglichen Szenarien für die Stadt Wien.
Der Verein gewinnt die themensetzenden Impulse aus der gesellschaftlichen Praxis, aus konflikthaltigen öffentlichen Angelegenheiten, die im Kern stets einander gleichen: Es sind Verteilungskonflikte und Wertefragen. Verteilt werden Nutzen und Lasten, Ressourcen, Lebensraum, Lebensqualität. Was wollen wir (nicht) haben? Wie wollen wir (nicht) leben? Nach welchen Kriterien beurteilen wir unsere Handlungen?
Vorrang in der Arbeit des CoV haben also Fragen, die für die Sicherung der Lebensgrundlagen, für das Zusammenleben der Menschen, für die Erhaltung des Friedens und einer langfristig stabilen Wirtschaft bedeutsam sind.
Interdisziplinarität und die Erkenntnisse der Evolutionstheorie sind die Denkprinzipien, mit denen Wege für einen Paradigmenwechsel in Wirtschaft, Politik und Gesellschaft erforscht und eingeleitet werden. Der CoV will die Sachzwänge und Eigendynamik der Ökonomie und des Geldwesens mit den Erfordernissen einer nachhaltigen sozialen und ökologischen Verhaltensweise ins Gleichgewicht bringen. Das Gesamtwohl des Menschen, der Stabilität der Gesellschaft und der Umwelt muss Vorrang gegenüber rein ökonomischen Zielen erlangen.

## Veranstaltungen und Projekte
Der Verein versucht, ein breites Spektrum an Themen abzudecken. Die Themen werden zuerst intern diskutiert und in Projektgruppen bearbeitet.

### Arbeitsformen
- Ehrenamtliche Mitarbeit aller Mitglieder ohne Honorare
- Strukturierung und Untersuchung interdisziplinärer wissenschaftlicher Themen gesellschaftlicher Relevanz
- Bearbeitung von Kernfragen in Projektform, mit dislozierten Teams und unter Einbindung bester externer Experten
- Bearbeitung eines jährlichen Kernthemas
- Jährliches Start-Symposion als Initialveranstaltung
- Umfangreiche Befragungen zu zentralen Themen, Auswertung der Ergebnisse und Diskussion möglicher Konsequenzen
- Kooperation mit Meinungsforschungsinstituten
- Kooperation mit Universitäten und internationalen Fachinstituten

### Aktuelle Themen
- Wege in den Postkapitalismus: Empfehlungen für Verantwortungsträger
- Bürgernahe Entscheidungsfindung in der Demokratie
- Beschleunigungsphänomene; nichtmaterielle Wohlstandsindikatoren
- Sklaven und Herren in der Informationsgesellschaft
- Nachhaltigkeit als Investitionsprinzip
- Schrumpfung als neue Herausforderung für die neue Wachstumsgesellschaft

### Gründungspräsident
Rupert Riedl (†): ehemals Prof. für Zoologie an der Universität Wien, Begründer des Konrad Lorenz Institut für Evolutions- und Kognitionsforschung, Altenberg

## Wiener Rupert-Riedl-Preis
Der Club of Vienna vergibt jährlich den Wiener Rupert-Riedl-Preis für interdisziplinäre Diplomarbeiten und Dissertationen zur nachhaltigen Entwicklung unter gebührender Berücksichtigung der Grundlagen evolutionärer Prozesse.